# 台中市公車659路
台中市公車659路 行駛 臺中榮總 到 幼獅工業區服務中心，主要行駛經臺灣大道、國道三號、大甲區中山路，由台中客運營運。

## 歷史
- 2016年5月13日：659路通車，由台中客運營運。[1][2][3][4][5]
- 2017年1月1日：增停「日南庄」。
- 2017年12月1日：增停「中山幼二路口」。[6]
- 2018年5月1日：增停「永信藥品頂店工廠」。
- 2019年4月1日：「大甲火車站」、「日南火車站」分別更名為「大甲車站（中山路）、「日南車站」。
- 2019年11月1日：增停「犂分」。

## 路線基本資料
全程行車里程數約 44.5 公里，全程行車時間約1小時40分。

去程幼獅工業區服務中心 51 站，返程往臺中榮總 50 站。
本路線自 臺中榮總 起，沿臺灣大道四段、臺灣大道五段、臺灣大道六段、臺灣大道七段、 三民路、中清路七段、國道三號、水美路、甲后路、外埔路、外埔區中山路、甲后路、甲東路、水源路、中山路一段、文武路、大甲區三民路、新政路、信義路、光明路、大甲區經國路、育英路、中山路一段、大甲區經國路、北堤東路、中山路二段、大甲區黎明路、大甲區經國路、青年路、幼二路、幼獅路 至 幼獅工業區服務中心。

### 時刻表
- 時刻表僅供參考，請以台中客運網站公告為準。

| 台中市公車659路平/假日時刻表 | 台中市公車659路平/假日時刻表 |
| ---------------------------- | ---------------------------- |
| 臺中榮總                     | 幼獅工業區服務中心           |
| 06:00                        | 06:00                        |
| 07:45                        | 07:40                        |
| 11:30                        | 09:30                        |
| 12:30                        | 10:30                        |
| 13:30                        | 15:00                        |
| 16:40                        | 16:05                        |
| 18:00                        | 17:00                        |
| 19:00                        | 18:30                        |
| 22:00                        | 20:00                        |

### 收費
依里程計費，刷電子票證10公里免費

### 主要配置車輛
2016年5月13日：
- 337-FX、353-FX、491-FX  (HINO RK8JRSA [馨盛單門])

2016年12月11日：
- KKA-6155~KKA-6157 (HINO RK8JRVA [固亞]無障礙大客車)

### 停站
參見右側站牌及下方路線圖。

## 其他
大甲區溪北地區與苗栗相鄰，處台中西北邊陲，學生上下學及民眾前往台中榮總就醫僅有台中市公車93路可搭，班次少且搭車時間長，十分不便，不少民眾紛向臺中市議員吳敏濟陳情，盼望能有新路線公車，吳敏濟向臺中市政府爭取，此條路線又稱「幼獅新幹線」，更是海線第一條無障礙市區公車。